# Раселвил (Илиноис)
Раселвил (енгл. Russellville) град је у америчкој савезној држави Илиноис.

## Демографија
По попису из 2010. године број становника је 94, што је 25 (-21,0%) становника мање него 2000. године.
| Група             | 2000.       | 2010.      |
| Белци             | 107 (89,9%) | 88 (93,6%) |
| Афроамериканци    | 0 (0,0%)    | 0 (0,0%)   |
| Азијати           | 0 (0,0%)    | 1 (1,1%)   |
| Хиспаноамериканци | 12 (10,1%)  | 0 (0,0%)   |
| Укупно            | 119         | 94         |